# Ołobok (dopływ Odry)
Ołobok (Ołoboczek) – rzeka w województwie lubuskim, prawy dopływ Odry o długości 29,53 km. Jej dopływami są: Borowianka (lewobrzeżny) i Słomka (prawobrzeżny).

## Szlak kajakowy
Cały odcinek Ołoboku nadaje się do spływu kajakowego. Jest to trudna trasa o mocno zarośniętym nurcie, obfitującym w liczne przeszkody.